# Les Femmes préhistoriques
Pour plus de détails, voir Fiche technique et Distribution.
Les Femmes préhistoriques (titre original: Slave Girls ou Prehistoric Women) est un film britannique réalisé par Michael Carreras, sorti en 1967.

## Synopsis
Alors que David Marchant (Michael Latimer) chasse le léopard en Afrique, il est fait prisonnier par une tribu primitive. On l’accuse de profaner l’esprit du rhinocéros blanc et on l’emmène auprès du chef de la tribu. Il est sur le point de se faire exécuter, quand soudainement, une paroi de rocher s’ouvre dans un grand fracas de bruit et de lumière. 
David Marchant profite du tumulte et parvient à s’échapper. Il découvre alors un monde perdu, une jungle merveilleuse qui semble n’être habitée que par des femmes (amazones). Il rencontre une belle blonde du nom de Saria, contre laquelle il doit d’abord se débattre. Elle appartient à une tribu de blondes qui ont été réduites à l’esclavage par la cruelle reine Kari (Martine Beswick), dont les cheveux sont bruns. La reine Kari décide que David Marchant sera sien, mais il est horrifié par sa cruauté et refuse ses avances. Il sera alors jeté au cachot, dans une grotte où croupissent d’autres hommes, rejetés par cette tribu de « femmes préhistoriques ». David Marchant organisera la rébellion des blondes, avec l’aide de Saria.

## Le tournage
Un des films les plus bizarres jamais produits par la Hammer, qui a recyclé les décors de Un million d'années avant J.C. (1966), avec Raquel Welch et Martine Beswick. D’autres films de la Hammer comptant sur l’attrait de femmes peu vêtues de peaux de bêtes étaient Quand les dinosaures dominaient le monde (1970) et Creatures the World Forgot (1971).
Le tournage s’est déroulé de 10 janvier au 22 février 1966.

## Fiche technique
- Titre original : Slave Girls ou Prehistoric Women
- Titre français : Les Femmes préhistoriques
- Réalisation : Michael Carreras
- Scénario : Michael Carreras
- Photographie : Michael Reed
- Musique : Carlo Martelli
- Production : Michael Carreras et Aida Young
- Pays d'origine : Royaume-Uni
- Format : Couleurs - 2,35:1 - Mono
- Genre : aventure
- Durée : 90 minutes
- Date de sortie : 1967

## Distribution
- Martine Beswick : Kari
- Edina Ronay : Saria
- Michael Latimer : David
- Stephanie Randall : Amyak
- Carol White : Gido
- Alexandra Stevenson : Luri
- Robert Raglan : Colonel Hammond
- Steven Berkoff : John
- Sally Caclough : L'amazone sacrifiée (non créditée)